# 4e étape du Tour d'Italie 2013
La 4e étape du Tour d'Italie 2013 s'est déroulée le mardi 7 mai 2013, entre les villes de Policastro Bussentino et Serra San Bruno sur une distance de 246 km. La victoire revient au sprint à l'Italien Enrico Battaglin (Bardiani Valvole-CSF Inox). Son compatriote Luca Paolini (Katusha) conserve le maillot rose de leader du général.
Mauro Santambrogio est disqualifié après un contrôle positif à l'EPO effectué au terme de la première étape. Il perd les résultats et classements de cette étape.

## Parcours de l'étape
La première partie de l'étape est légèrement vallonnée et passe entre autres par le sprint intermédiaire (km 165,1). Les coureurs enchaînent ensuite le Vibo Valentia (16 km à 2,5 %), classé en troisième catégorie et dont le sommet est placé au km 206.8, et le Croce Ferrata (12,8 km à 5,5 %), classé en deuxième catégorie. Le sommet (km 239,3) est situé à 6,7 km de l'arrivée. Les derniers kilomètres sont en descente, le dernier kilomètre est en faux plat montant et comprend un passage pavé,.

## Déroulement de la course
Au huitième kilomètre, Julien Bérard (AG2R La Mondiale), Emanuele Sella (Androni Giocattoli-Venezuela), Miguel Mínguez, Ioánnis Tamourídis (Euskaltel Euskadi), Johan Le Bon, Anthony Roux (FDJ) et Pim Ligthart (Vacansoleil-DCM) s'échappent. Ils parviennent à prendre rapidement de l'avance : l'écart est de 1 minute 35 secondes au km 19 et grimpe jusqu'à 8 minutes 15 secondes au km 54. Les coureurs des équipes Katusha et RadioShack-Leopard vont alors contrôler l'avance des hommes de tête autour de 7 minutes.
Les échappées vont ensuite voir leur avance chuter et au premier sprint intermédiaire, remporté par Bérard devant Sella et Mínguez, l'écart n'est plus que de 3 minutes 47 secondes. À 89 km de l'arrivée, Le Bon, Minguez et Ligthart faussent compagnie à leurs compagnons d'échappée, puis Bérard parvient à recoller. Le quatuor va reprendre du terrain au peloton, sur qui il a 4 minutes 48 secondes d'avance 16 km plus loin. Dans la Vibo Valentina, Bérard attaque à 52 km de la ligne, rejoint rapidement par Minguez. Minguez part quelques hectomètre plus tard en solitaire, mais il est repris à 41 km de l'arrivée par le peloton, mené par les Vini Fantini-Selle Italia. Au sommet, Stefano Pirazzi (Bardiani Valvole-CSF Inox) passe en tête devant Patrick Gretsch (Argos-Shimano) et avec quelques hectomètres d'avance sur le peloton, réglé par Giovanni Visconti (Movistar). Dans la descente, Vincenzo Nibali (Astana) est victime d'une crevaison mais reprend rapidement sa place dans le peloton.
À 26 km du but, Frederik Willems (Lotto-Belisol) et Patrick Gretsch attaquent, mais sont repris trois kilomètres plus loin. Marco Marcato (Vacansoleil-DCM) et Stefano Pirazzi sortent à leur tour du peloton à 22 km de l'arrivée, et sont rejoints 2 km plus tard par Matteo Rabottini (Vini Fantini-Selle Italia), Carlos Quintero (Colombia) et Sylvain Georges (AG2R La Mondiale). Georges s'isole en tête à 17 km de l'arrivée, et parvient à obtenir 40 secondes d'avance sur le peloton.
Danilo Di Luca (Vini Fantini-Selle Italia) attaque à 9 km de la ligne, suivi par Robinson Chalapud (Colombia). Le duo rejoint et dépose Sylvain Georges. Les hommes de tête ont encore 10 secondes d'avance à 4 km de la ligne, mais sont repris sous la flamme rouge. Enrico Battaglin (Bardiani Valvole-CSF Inox) s'adjuge l'étape au sprint au sein d'un groupe de 36 coureurs, devant Fabio Felline (Androni Giocattoli-Venezuela) et Giovanni Visconti. Bradley Wiggins (Sky) est piégé dans une cassure et concède 17 secondes. Il recule ainsi à la sixième place du classement général, à 34 secondes du maillot rose Luca Paolini (Katusha), et se retrouve à 3 secondes de Vincenzo Nibali et dans le même temps que Ryder Hesjedal (Garmin-Sharp). Rigoberto Urán (Sky) et Beñat Intxausti (Movistar) complètent le podium, à respectivement 17 et 26 secondes du maillot rose. Le maillot blanc Fabio Aru (Astana) termine à 10 secondes du vainqueur, et voit du même coup revenir ses poursuivants Rafał Majka (Saxo-Tinkoff) et Carlos Betancur (AG2R La Mondiale) à 19 et 26 secondes. Seul changement en tête des classements annexes : Giovanni Visconti récupère le maillot bleu,,.

## Résultats de l'étape

### Sprints
| 1. Sprint intermédiaire de Marinella di S. Eufemia (km 165,1) | 1. Sprint intermédiaire de Marinella di S. Eufemia (km 165,1) | 1. Sprint intermédiaire de Marinella di S. Eufemia (km 165,1) | 1. Sprint intermédiaire de Marinella di S. Eufemia (km 165,1) | 1. Sprint intermédiaire de Marinella di S. Eufemia (km 165,1) | 1. Sprint intermédiaire de Marinella di S. Eufemia (km 165,1) |
|                                                               | Coureur                                                       | Pays                                                          | Équipe                                                        |                                                               | Point(s)                                                      |
| ------------------------------------------------------------- | ------------------------------------------------------------- | ------------------------------------------------------------- | ------------------------------------------------------------- | ------------------------------------------------------------- | ------------------------------------------------------------- |
| 1er                                                           | Pim Ligthart                                                  | Pays-Bas                                                      | Vacansoleil-DCM                                               |                                                               | 8                                                             |
| 2e                                                            | Julien Bérard                                                 | France                                                        | AG2R La Mondiale                                              |                                                               | 6                                                             |
| 3e                                                            | Johan Le Bon                                                  | France                                                        | FDJ                                                           |                                                               | 4                                                             |
| 4e                                                            | Miguel Mínguez                                                | Espagne                                                       | Euskaltel Euskadi                                             |                                                               | 3                                                             |
| 5e                                                            | Anthony Roux                                                  | France                                                        | FDJ                                                           |                                                               | 2                                                             |
| 6e                                                            | Ioánnis Tamourídis                                            | Grèce                                                         | Euskaltel Euskadi                                             |                                                               | 1                                                             |
| modifier                                                      |                                                               |                                                               |                                                               |                                                               |                                                               |

| 2. Sprint intermédiaire de Soriano Calabro (km 227,7) | 2. Sprint intermédiaire de Soriano Calabro (km 227,7) | 2. Sprint intermédiaire de Soriano Calabro (km 227,7) | 2. Sprint intermédiaire de Soriano Calabro (km 227,7) | 2. Sprint intermédiaire de Soriano Calabro (km 227,7) | 2. Sprint intermédiaire de Soriano Calabro (km 227,7) |
|                                                       | Coureur                                               | Pays                                                  | Équipe                                                |                                                       | Point(s)                                              |
| ----------------------------------------------------- | ----------------------------------------------------- | ----------------------------------------------------- | ----------------------------------------------------- | ----------------------------------------------------- | ----------------------------------------------------- |
| 1er                                                   | Marco Marcato                                         | Italie                                                | Vacansoleil-DCM                                       |                                                       | 8                                                     |
| 2e                                                    | Matteo Rabottini                                      | Italie                                                | Vini Fantini-Selle Italia                             |                                                       | 6                                                     |
| 3e                                                    | Carlos Quintero                                       | Colombie                                              | Colombia                                              |                                                       | 4                                                     |
| 4e                                                    | Stefano Pirazzi                                       | Italie                                                | Bardiani Valvole-CSF Inox                             |                                                       | 3                                                     |
| 5e                                                    | Sylvain Georges                                       | France                                                | AG2R La Mondiale                                      |                                                       | 2                                                     |
| 6e                                                    | Petr Ignatenko                                        | Russie                                                | Katusha                                               |                                                       | 1                                                     |
| modifier                                              |                                                       |                                                       |                                                       |                                                       |                                                       |

| Sprint final de Serra San Bruno (km 246) | Sprint final de Serra San Bruno (km 246) | Sprint final de Serra San Bruno (km 246) | Sprint final de Serra San Bruno (km 246) | Sprint final de Serra San Bruno (km 246) | Sprint final de Serra San Bruno (km 246) |
|                                          | Coureur                                  | Pays                                     | Équipe                                   |                                          | Point(s)                                 |
| ---------------------------------------- | ---------------------------------------- | ---------------------------------------- | ---------------------------------------- | ---------------------------------------- | ---------------------------------------- |
| 1er                                      | Enrico Battaglin                         | Italie                                   | Bardiani Valvole-CSF Inox                |                                          | 25                                       |
| 2e                                       | Fabio Felline                            | Italie                                   | Androni Giocattoli-Venezuela             |                                          | 20                                       |
| 3e                                       | Giovanni Visconti                        | Italie                                   | Movistar                                 |                                          | 16                                       |
| 4e                                       | Rigoberto Urán                           | Colombie                                 | Sky                                      |                                          | 14                                       |
| 5e                                       | Arnold Jeannesson                        | France                                   | FDJ                                      |                                          | 12                                       |
| 6e                                       | Cadel Evans                              | Australie                                | BMC Racing                               |                                          | 10                                       |
| 7e                                       | Beñat Intxausti                          | Espagne                                  | Movistar                                 |                                          | 9                                        |
| 8e                                       | Ryder Hesjedal                           | Canada                                   | Garmin-Sharp                             |                                          | 8                                        |
| 9e                                       | Robert Kišerlovski                       | Croatie                                  | RadioShack-Leopard                       |                                          | 7                                        |
| 10e                                      | Luca Paolini                             | Italie                                   | Katusha                                  |                                          | 6                                        |
| 11e                                      | Tanel Kangert                            | Estonie                                  | Astana                                   |                                          | 5                                        |
| 12e                                      | Franco Pellizotti                        | Italie                                   | Androni Giocattoli-Venezuela             |                                          | 4                                        |
| 13e                                      | Vincenzo Nibali                          | Italie                                   | Astana                                   |                                          | 3                                        |
| 14e                                      | Samuel Sánchez                           | Espagne                                  | Euskaltel Euskadi                        |                                          | 2                                        |
| 15e                                      | Mauro Santambrogio                       | Italie                                   | Vini Fantini-Selle Italia                |                                          | 1                                        |
| modifier                                 |                                          |                                          |                                          |                                          |                                          |

### Côtes
| 1. Côte de Vibo Valentia, 3e catégorie (km 206,8) | 1. Côte de Vibo Valentia, 3e catégorie (km 206,8) | 1. Côte de Vibo Valentia, 3e catégorie (km 206,8) | 1. Côte de Vibo Valentia, 3e catégorie (km 206,8) | 1. Côte de Vibo Valentia, 3e catégorie (km 206,8) | 1. Côte de Vibo Valentia, 3e catégorie (km 206,8) |
|                                                   | Coureur                                           | Pays                                              | Équipe                                            |                                                   | Point(s)                                          |
| ------------------------------------------------- | ------------------------------------------------- | ------------------------------------------------- | ------------------------------------------------- | ------------------------------------------------- | ------------------------------------------------- |
| 1er                                               | Stefano Pirazzi                                   | Italie                                            | Bardiani Valvole-CSF Inox                         |                                                   | 5                                                 |
| 2e                                                | Patrick Gretsch                                   | Allemagne                                         | Argos-Shimano                                     |                                                   | 3                                                 |
| 3e                                                | Giovanni Visconti                                 | Italie                                            | Movistar                                          |                                                   | 2                                                 |
| 4e                                                | Pieter Weening                                    | Pays-Bas                                          | Orica-GreenEDGE                                   |                                                   | 1                                                 |
| modifier                                          |                                                   |                                                   |                                                   |                                                   |                                                   |

| 2. Côte de Croce Ferrata, 2e catégorie (km 239,3) | 2. Côte de Croce Ferrata, 2e catégorie (km 239,3) | 2. Côte de Croce Ferrata, 2e catégorie (km 239,3) | 2. Côte de Croce Ferrata, 2e catégorie (km 239,3) | 2. Côte de Croce Ferrata, 2e catégorie (km 239,3) | 2. Côte de Croce Ferrata, 2e catégorie (km 239,3) |
|                                                   | Coureur                                           | Pays                                              | Équipe                                            |                                                   | Point(s)                                          |
| ------------------------------------------------- | ------------------------------------------------- | ------------------------------------------------- | ------------------------------------------------- | ------------------------------------------------- | ------------------------------------------------- |
| 1er                                               | Robinson Chalapud                                 | Colombie                                          | Colombia                                          |                                                   | 9                                                 |
| 2e                                                | Danilo Di Luca                                    | Italie                                            | Vini Fantini-Selle Italia                         |                                                   | 5                                                 |
| 3e                                                | Giovanni Visconti                                 | Italie                                            | Movistar                                          |                                                   | 3                                                 |
| 4e                                                | Tanel Kangert                                     | Estonie                                           | Astana                                            |                                                   | 2                                                 |
| 5e                                                | Sergio Henao                                      | Colombie                                          | Sky                                               |                                                   | 1                                                 |
| modifier                                          |                                                   |                                                   |                                                   |                                                   |                                                   |

### Classement à l'arrivée
| Classement de l'étape | Classement de l'étape | Classement de l'étape | Classement de l'étape        | Classement de l'étape | Classement de l'étape |
|                       | Coureur               | Pays                  | Équipe                       |                       | Temps                 |
| --------------------- | --------------------- | --------------------- | ---------------------------- | --------------------- | --------------------- |
| Vainqueur             | Enrico Battaglin      | Italie                | Bardiani Valvole-CSF Inox    | en                    | 6 h 14 min 19 s       |
| 2e                    | Fabio Felline         | Italie                | Androni Giocattoli-Venezuela |                       | m.t                   |
| 3e                    | Giovanni Visconti     | Italie                | Movistar                     |                       | m.t                   |
| 4e                    | Rigoberto Urán        | Colombie              | Sky                          |                       | m.t                   |
| 5e                    | Arnold Jeannesson     | France                | FDJ                          |                       | m.t                   |
| 6e                    | Cadel Evans           | Australie             | BMC Racing                   |                       | m.t                   |
| 7e                    | Beñat Intxausti       | Espagne               | Movistar                     |                       | m.t                   |
| 8e                    | Ryder Hesjedal        | Canada                | Garmin-Sharp                 |                       | m.t                   |
| 9e                    | Robert Kišerlovski    | Croatie               | RadioShack-Leopard           |                       | m.t                   |
| 10e                   | Luca Paolini          | Italie                | Katusha                      |                       | m.t                   |
| modifier              |                       |                       |                              |                       |                       |

## Classements à l'issue de l'étape

### Classement général
| Classement général | Classement général | Classement général | Classement général        | Classement général | Classement général |
|                    | Coureur            | Pays               | Équipe                    |                    | Temps              |
| ------------------ | ------------------ | ------------------ | ------------------------- | ------------------ | ------------------ |
| 1er                | Luca Paolini       | Italie             | Katusha                   | en                 | 15 h 18 min 51 s   |
| 2e                 | Rigoberto Urán     | Colombie           | Sky                       | +                  | 17 s               |
| 3e                 | Beñat Intxausti    | Espagne            | Movistar                  |                    | 26 s               |
| 4e                 | Vincenzo Nibali    | Italie             | Astana                    |                    | 31 s               |
| 5e                 | Ryder Hesjedal     | Canada             | Garmin-Sharp              |                    | 34 s               |
| 6e                 | Bradley Wiggins    | Grande-Bretagne    | Sky                       |                    | 34 s               |
| 7e                 | Giampaolo Caruso   | Italie             | Katusha                   |                    | 36 s               |
| 8e                 | Sergio Henao       | Colombie           | Sky                       |                    | 37 s               |
| 9e                 | Mauro Santambrogio | Italie             | Vini Fantini-Selle Italia |                    | 39 s               |
| 10e                | Cadel Evans        | Australie          | BMC Racing                |                    | 42 s               |
| modifier           |                    |                    |                           |                    |                    |

### Classement par points
| Classement par points | Classement par points | Classement par points | Classement par points   | Classement par points | Classement par points |
|                       | Coureur               | Pays                  | Équipe                  |                       | Point(s)              |
| --------------------- | --------------------- | --------------------- | ----------------------- | --------------------- | --------------------- |
| 1er                   | Luca Paolini          | Italie                | Katusha                 |                       | 35                    |
| 2e                    | Cadel Evans           | Australie             | BMC Racing              |                       | 30                    |
| 3e                    | Mark Cavendish        | Grande-Bretagne       | Omega Pharma-Quick Step |                       | 28                    |
| modifier              |                       |                       |                         |                       |                       |

### Classement du meilleur grimpeur
| Classement du meilleur grimpeur | Classement du meilleur grimpeur | Classement du meilleur grimpeur | Classement du meilleur grimpeur | Classement du meilleur grimpeur | Classement du meilleur grimpeur |
|                                 | Coureur                         | Pays                            | Équipe                          |                                 | Point(s)                        |
| ------------------------------- | ------------------------------- | ------------------------------- | ------------------------------- | ------------------------------- | ------------------------------- |
| 1er                             | Giovanni Visconti               | Italie                          | Movistar                        |                                 | 13                              |
| 2e                              | Robinson Chalapud               | Colombie                        | Colombia                        |                                 | 9                               |
| 3e                              | Willem Wauters                  | Belgique                        | Vacansoleil-DCM                 |                                 | 9                               |
| modifier                        |                                 |                                 |                                 |                                 |                                 |

### Classement du meilleur jeune
| Classement du meilleur jeune | Classement du meilleur jeune | Classement du meilleur jeune | Classement du meilleur jeune | Classement du meilleur jeune | Classement du meilleur jeune |
|                              | Coureur                      | Pays                         | Équipe                       |                              | Temps                        |
| ---------------------------- | ---------------------------- | ---------------------------- | ---------------------------- | ---------------------------- | ---------------------------- |
| 1er                          | Fabio Aru                    | Italie                       | Astana                       | en                           | 15 h 20 min 6 s              |
| 2e                           | Rafał Majka                  | Pologne                      | Saxo-Tinkoff                 | +                            | 19 s                         |
| 3e                           | Carlos Betancur              | Colombie                     | AG2R La Mondiale             |                              | 26 s                         |
| modifier                     |                              |                              |                              |                              |                              |

### Classements par équipes

#### Classement au temps
| Classement par équipes au temps | Classement par équipes au temps | Classement par équipes au temps | Classement par équipes au temps | Classement par équipes au temps |
|                                 | Équipes                         | Pays                            |                                 | Temps                           |
| ------------------------------- | ------------------------------- | ------------------------------- | ------------------------------- | ------------------------------- |
| 1re                             | Katusha                         | Russie                          | en                              | 45 h 13 min 27 s                |
| 2e                              | Sky                             | Royaume-Uni                     | +                               | 24 s                            |
| 3e                              | Astana                          | Kazakhstan                      |                                 | 45 s                            |
| modifier                        |                                 |                                 |                                 |                                 |

#### Classement aux points
| Classement par équipes aux points | Classement par équipes aux points | Classement par équipes aux points | Classement par équipes aux points | Classement par équipes aux points |
|                                   | Équipes                           | Pays                              |                                   | Point(s)                          |
| --------------------------------- | --------------------------------- | --------------------------------- | --------------------------------- | --------------------------------- |
| 1re                               | Katusha                           | Russie                            |                                   | 82                                |
| 2e                                | Movistar                          | Espagne                           |                                   | 79                                |
| 3e                                | Orica-GreenEDGE                   | Australie                         |                                   | 66                                |
| modifier                          |                                   |                                   |                                   |                                   |

## Abandon
- Sandy Casar (FDJ) : non-partant[4],[7]